# Psy 6 (Six Rules), Part 1
Psy 6 (Six Rules), Part 1 (kor. 싸이6甲 Part 1 Ssai Yukgap Part 1) – pierwszy minialbum południowokoreańskiego rapera PSY, wydany 15 lipca 2012 roku przez YG Entertainment. Jest on traktowany jako jego szósty pełny album ze względu na anulowanie wydania jego części drugiej. Głównym utworem z płyty jest „Gangnam Style” (kor. 강남스타일). Sprzedał się w nakładzie 129 949 egzemplarzy w Korei Południowej (stan na grudzień 2015).
W 2015 roku Psy ujawnił w wywiadzie prasowym do swojego siódmego albumu, że część 2 została pominięta, ponieważ chciał uciec od popularności „Gangnam Style” i zacząć od nowa szczęśliwą siódemką, a także dlatego, że potrzebował więcej albumów studyjnych niż minialbumów.

## Lista utworów
| CD | CD                                                                                     | CD                     | CD                         | CD      |
| Nr | Tytuł utworu                                                                           | Tekst                  | Muzyka                     | Długość |
| -- | -------------------------------------------------------------------------------------- | ---------------------- | -------------------------- | ------- |
| 1. | „Cheong-gaeguri” (kor. 청개구리, ang. Blue Frog) (feat. G-Dragon)                      | PSY, G-Dragon          | PSY, Yoo Gun-hyung         | 3:27    |
| 2. | „Tteugeoun Annyeong” (kor. 뜨거운 안녕, ang. Passionate Goodbye) (feat. Sung Si-kyung) | PSY, You Hee-yeol      | You Hee-yeol, Kim Tae-hoon | 3:28    |
| 3. | „Gangnam Style” (kor. 강남 스타일 Gangnam Seutail)                                     | PSY                    | PSY, Yoo Gun-hyung         | 3:44    |
| 4. | „Chilchilhakgaeron” (kor. 77학개론, ang. Year of 77) (feat. Leessang i Kim Jin-pyo)    | PSY, Kim Jin-pyo, Gary | PSY, Yoo Gun-hyung         | 4:39    |
| 5. | „Eottaesseulkka” (kor. 어땠을까, ang. What Would Have Been?) (feat. Lena Park)         | PSY                    | PSY, Yoo Gun-hyung         | 4:03    |
| 6. | „Never Say Goodbye” (feat. Yoon Do-hyun)                                               | PSY                    | PSY, Yoo Gun-hyung         | 3:21    |

## Notowania
| Lista                          | Pozycja |
| ------------------------------ | ------- |
| Gaon Weekly Album Chart        | 1       |
| Gaon Yearly Album Chart (2012) | 15      |